# الحرمل
الحرمل إحدى قرى الثنية التابعة لمحافظة بيشة، وتبعد عن مدينة بيشة 50كم غربا، وتقع على وادي الحرمل الذي سميت باسمه لكثرة نبات الحرمل المعروف به، ويصب في وادي تبالة الذي تشرف القرية عليه من الشمال، وقد بنيت القرية على هيئة قلعة من قبل القبائل المتحالفة مع الأسرة التي اختطت القرية في حدود عام 1242هـ. ويفصل بين قرية الحرمل وبين تبالة جبال عالية تسمى السود، وتعد أعلى قرية من قرى الثنية ناحية الغرب.
ومناخها يميل إلى الاعتدال صيفا نتيجة ارتفاعها وقربها من المناطق الباردة إذا قارناها بطقس مدينة بيشة.
تعتمد مزروعات القرية على النخيل والخضروات وتربية الماشية، وترتبط بمركز الثنية بطرق معبدة، كما أنها تقع على طريق بيشة - العبلا الذاهب إلى محافظة بلجرشي.

## السكان
يسكنها آل عمرو الذين ينتسبون إلى قبيلة أكلب، وهي أكلب بن ربيعة بن معد بن نزار بن عدنان القبيلة العدنانية الوحيدة التي تسكن جنوب الجزيرة العربية.